# Бесконечная погоня
«Бесконечная погоня» (англ. Hot Pursuit) — кинофильм. Этот фильм также известен и под другим названием — «Преследование по пятам».

## Сюжет
Дэн — студент, он дружит с красавицей Лори. Они вместе должны были поехать отдыхать на Карибы. Но происходит не совсем ожидаемое — Дэн ссорится с Лори, поздно просыпается утром и в итоге не сдаёт экзамен по химии. Теперь он должен остаться на пересдачу. Его подружка расстроена и уезжает отдыхать на Карибы без него вместе со своими родителями.
Дэна же находит его преподаватель по химии, профессор. Он в изумлении — Дэн в течение семестра прилежно занимался, а тут не сдал экзамен. Профессор сам принимает у Дэна экзамен заново, и парень его сдаёт. Теперь Дэн решает догнать свою подругу и отправляется на Карибы на самолёте.
Так начинается его «преследование по пятам» или «бесконечная погоня», полные различных приключений. Вначале он опоздал на самолёт, затем заблудился в джунглях на Карибах, потом познакомился с одной девушкой-островитянкой, попал в кораблекрушение, пообщался со сбежавшим из тюрьмы уголовником, а под конец сразился с бандой, которая хотела убить Лори и её семью.

## В ролях
- Джон Кьюсак — Дэн Бартлетт
- Роберт Лоджиа — «Мак» Макларен
- Уэнди Гаэелли — Лори Кроненберг
- Джерри Стиллер — Виктор Ханиуэлл
- Монти Маркэм — Билл Кроненберг
- Шелли Фабаре — Баффи Кроненберг
- Бен Стиллер — Крис Ханиуэлл
- Дах-Ве Чодан — Джинджер Кроненберг
- Кит Дэвид — Альфонсо

## Съёмочная группа
- Авторы сценария: Стивен Лисбергер и Стивен Карабатсос
- Режиссёр: Стивен Лисбергер
- Оператор: Фрэнк Тайди
- Монтаж: Митчелл Сайноуэй
- Продюсеры: Теодор Парвин и Пьер Давид
- Композитор: группа «Рэрвью»
- Художник: Уильям Крибер
- Костюмы: Тэрин Де Шеллис